# اللغة الروسية
اللغة الروسية (الروسية: русский язык) هي لغة سلافية شرقية، يُتَحَدَث بها بشكل أساسي في روسيا. هي اللغة الأم للروس وتنتمي إلى عائلة اللغات الهندية الأوروبية. تعد واحدة من أربع لغات سلافية شرقية حية، وهي أيضًا جزء من اللغات البلطيقية السلافية الأوسع. كانت اللغة الرسمية الفعلية والقانونية للاتحاد السوفيتي السابق. بقيت الروسية لغة رسمية في روسيا المستقلة، وبيلاروسيا، وكازاخستان، وقيرغيزستان، وطاجيكستان، وما تزال تُستخدم بشكل شائع كلغة تواصل مشتركة في أوكرانيا، ومولدوفا، والقوقاز، وآسيا الوسطى، وبدرجة أقل في دول البلطيق وإسرائيل.
يتحدث الروسية أكثر من 258 مليون شخص حول العالم. هي اللغة الأم الأكثر تحدثًا في أوروبا، والأكثر تحدثًا بين اللغات السلافية، وكذلك اللغة الأكثر انتشارًا جغرافيًا في أوراسيا. تحتل المرتبة السابعة عالميًا من حيث عدد المتحدثين الأصليين، والتاسعة عالميًا من حيث إجمالي عدد المتحدثين. اللغة الروسية هي إحدى اللغتين الرسميتين على متن محطة الفضاء الدولية، وهي واحدة من اللغات الرسمية الست للأمم المتحدة، وكذلك اللغة الرابعة الأكثر استخدامًا على الإنترنت.
تُكتب اللغة الروسية باستخدام الأبجدية الروسية للنص الكريلي؛ فهو يميز بين الصوتيات الساكنة ذات النطق الثانوي الحنكي وتلك التي لا تحتوي على -ما يسمى بالأصوات «الناعمة» و«الصلبة». تقريبًا كل حرف صامت له نظير صلب أو ناعم، وهذا التفاوت يُعد ميزة بارزة في اللغة. جانب آخر مهم هو تقليل الحروف الصوتية المخففة. لا يشار إلى التشديد، الذي لا يمكن التنبؤ به في كثير من الأحيان، عادة بشكل إملائي، على الرغم من أنه يمكن استخدام علامة التشكيل لتحديد التشديد – مثلًا للتمييز بين الكلمات المتجانسة (مثل замо́к [zamók، "قفل"] و за́мок [zámok، "قلعة"])، أو للإشارة إلى النطق الصحيح للكلمات أو الأسماء غير الشائعة.

## التصنيف
اللغة الروسية هي لغة سلافية شرقية تنتمي إلى العائلة الهندية الأوروبية الأوسع. هي سليلة اللغة السلافية الشرقية القديمة، وهي لغة كانت تُستخدم في كييفان روس، التي كانت تجمعًا فضفاضًا للقبائل السلافية الشرقية منذ أواخر القرن التاسع حتى منتصف القرن الثالث عشر. من حيث اللغة المنطوقة، فإن أقرب أقاربها هي الأوكرانية، والبيلاروسية، والروسينية، وهي اللغات الثلاث الأخرى في الفرع السلافي الشرقي. في العديد من الأماكن في شرق وجنوب أوكرانيا وفي جميع أنحاء بيلاروسيا، تُستخدم هذه اللغات بالتبادل، وفي بعض المناطق أدى ازدواج اللغة التقليدي إلى مزيج من اللغات مثل السورجيك في شرق أوكرانيا والتراسيانكا في بيلاروسيا.  يُعتقد أن لهجة نوفغورود السلافية الشرقية القديمة، على الرغم من اختفائها خلال القرن الخامس عشر أو السادس عشر، لعبت دورًا مهمًا في تشكيل اللغة الروسية الحديثة. أيضًا، تتشارك الروسية بعض التشابهات اللغوية البارزة مع البلغارية بسبب التأثير المشترك للغة السلافونية الكنسية على كلتا اللغتين، ولكن بسبب التفاعل اللاحق في القرنين التاسع عشر والعشرين، تختلف قواعد اللغة البلغارية بشكل ملحوظ عن الروسية.
على مر القرون، تأثر معجم وأسلوب الكتابة في اللغة الروسية أيضًا باللغات الأوروبية الغربية والوسطى مثل اليونانية، واللاتينية، والبولندية، والهولندية، والألمانية، والفرنسية، والإيطالية، والإنجليزية، وإلى حد أقل باللغات الجنوبية والشرقية مثل اللغات الأورالية، والتركية، والفارسية، والعربية، والعبرية.
وفقًا لمعهد الدفاع للغات في مونتيري، كاليفورنيا، تُصنف اللغة الروسية كلغة من المستوى الثالث من حيث صعوبة التعلم لمتحدثي اللغة الإنجليزية الأصليين، وتتطلب حوالي 1100 ساعة من التعليم المكثف لتحقيق الطلاقة المتوسطة.

## اللغة الروسية القياسية
خلقت التقسيمات الإقطاعية والصراعات عقبات بين الإمارات الروسية قبل الحكم المغولي وخاصةً أثناءه. عزز ذلك الاختلاف قي اللهجات، ومنع لفترة من الزمن ظهور لغة وطنية موحدة. خلق تشكيل الدولة الروسية الموحدة والمركزية في القرنين الخامس عشر والسادس عشر، وظهور فضاء سياسي واقتصادي وثقافي مشترك تدريجيًا، الحاجة إلى لغة قياسية مشتركة. جاء الدافع الأولي للتوحيد القياسي من البيروقراطية الحكومية لأن عدم وجود أداة تواصل موثوقة في الشؤون الإدارية والقانونية والقضائية أصبح مشكلة عملية واضحة. أجريت المحاولات الأولى لتوحيد اللغة الروسية على أساس ما يسمى لغة موسكو الرسمية أو لغة المجلس، خلال القرنين الخامس عشر والسابع عشر. منذ ذلك الحين، كان اتجاه السياسة اللغوية في روسيا هو التوحيد القياسي بكل من المعنى الضيق من أجل تقليل الحواجز اللهجية بين الروس العرقيين، وبالمعنى الأوسع لتوسيع استخدام اللغة الروسية إلى جانب اللغات الأخرى أو بدلًا منها.
يُعتبر الشكل القياسي الحالي للغة الروسية عمومًا هو اللغة الأدبية الروسية الحديثة (современный русский литературный язык - «سوفريميني روسكي ليتيراتورني يازيك»).  نشأت في بداية القرن الثامن عشر مع إصلاحات التحديث للدولة الروسية تحت حكم بطرس الأكبر وتطورت من الأساس اللهجي لموسكو (اللهجة الوسطى أو المركزية الروسية) تحت تأثير لغة المجلس الروسي في القرن السابق.
قبل الثورة البلشفية، كان الشكل المنطوق من اللغة الروسية هو الخاص بطبقة النبلاء والبرجوازية الحضرية. استمر الفلاحون الروس، الذين كانوا الغالبية العظمى من السكان، في التحدث بلهجاتهم الخاصة.  ومع ذلك، لم يُدرس كلام الفلاحين بشكل منهجي أبدًا، حيث كان يعتبره علماء اللغة عمومًا كمصدر للفلكلور وموضوع للفضول.  وقد اعترف بذلك عالم اللهجات الروسي الشهير نيكولاي كارينسكي، الذي كتب في نهاية حياته: «درس علماء اللهجات الروسية في الغالب علم الصوتيات وعلم الصرف.  جمع بعض العلماء وهواة الجمع قواميس محلية. لا نملك تقريبًا أي دراسات عن المواد المعجمية أو بناء جملة اللهجات الروسية».

بعد عام 1917، لم يكن لدى علماء اللغة الماركسيين اهتمام بتعدد لهجات الفلاحين واعتبروا لغتهم من بقايا الماضي الذي يتلاشى بسرعة ولا يستحق الاهتمام العلمي.  ينقل ناخيموفسكي عن الأكاديميين السوفييت إيه إم إيفانوف وإل بّي ياكوبينسكي، الذين كتبوا في عام 1930:
"لغة الفلاحين فيها تنوع متلون موروث من الإقطاعية. في طريقها لتصبح بروليتارية، يجلب الفلاحون إلى المصنع وإلى المنشأة الصناعية لهجاتهم الفلاحية المحلية بصوتياتها ونحوها ومفرداتها، ينتج عن عملية تجنيد العمال من الفلاحين وحركية السكان العاملين عملية أخرى هي: القضاء على الموروث الفلاحي من خلال تسوية تفاصيل اللهجات المحلية. على أنقاض التعدد اللغوي الفلاحي، وفي سياق تطوير الصناعة الثقيلة، يمكن القول إن كيانًا جديدًا نوعيًا يظهر-اللغة العامة للطبقة العاملة... تميل الرأسمالية إلى خلق اللغة الحضرية العامة لمجتمع معين».

## دول مستقلة
1. روسيا.
2. كازاخستان.
3. بيلاروس.
4. قرغيزستان.

## مناطق مختلفة
1. أبخازيا
2. أوسيتيا الجنوبية
3. ترانسنيستريا
4. غاغاوزيا
5. جمهورية القرم

## أخرى
تتمتع اللغة الروسية في دول أخرى بمكانة هامة دون أن تكون لغة رسمية فيها، مثل:
- أرمينيا
- أذربيجان
- إستونيا
- جورجيا
- إسرائيل
- أوكرانيا
- لاتفيا
- ليتوانيا
- مولدوفا
- طاجيكستان
- تركمانستان
- أوزبكستان
- النرويج
- رومانيا

## حروف اللغة الروسية
في اللغة الروسية 33 حرفاً، اثنان منها لا ينطقان وثلاثين حرفاً منها لهم شكلان أحدهما كبير والآخر صغير. وتبدأ كل جملة وأسماء العلم والأسماء الجغرافية بحرف كبير. وتكتب الكلمات والجمل من اليسار إلى اليمين. وللحروف شكلان أحدهما مطبعي والآخر للكتابة.
| А /a/ | Б /b/  | В /v/  | Г /ɡ/ | Д /d/  | Е /je/ | Ё /jo/ | Ж /ʐ/ | З /z/ | И /i/  | Й /j/  |
| К /k/ | Л /l/  | М /m/  | Н /n/ | О /o/  | П /p/  | Р /r/  | С /s/ | Т /t/ | У /u/  | Ф /f/  |
| Х /x/ | Ц /ts/ | Ч /tɕ/ | Ш /ʂ/ | Щ /ɕː/ | Ъ /-/  | Ы /ɨ/  | Ь /ʲ/ | Э /e/ | Ю /ju/ | Я /ja/ |

## كلمات وجمل كثيرة الاستعمال
| الكلمة بالعربية                 | الكلمة بالروسية                  |
| ------------------------------- | -------------------------------- |
| مرحبًا                           | Здравствуйте(زدراستفويتي)        |
| إلى اللقاء                      | До свидания(دا سفيدانيا)         |
| من فضلك                         | Пожалуйста(پاجالوستا)            |
| شكرًا                            | Спасибо(سباسيبا)                 |
| آسف                             | Простите(براستيتي)               |
| الإنجليزيّة                      | Английский(انگليسكي)             |
| نعم                             | Да(دا)                           |
| لا                              | Нет(نييت)                        |
| أين الحمّام؟                     | ?Где туалет(كدي تواليت)          |
| ما اسمكم؟ (حرفياً: كيف يسمونكم؟) | ?Как тебя зовут(كاك تبيا زافوت؟) |
| لا أفهم                         | Я не понимаю(يا ني پانيمايو)     |
| أهلاً وسهلاً                      | Добро пожаловать(دابرو پجالوفات) |
| كيف الحال؟                      | ?Как дела(كاك ديلا?)             |
| كيف الحياة؟                     | ?Как жизнь(كاك جيزن?)            |
| وانتم؟                          | ?А вы(أ في؟)                     |
| جيد                             | Хорошо(خاراشو)                   |
| روسيا                           | Россия(راسييا)                   |
| العربيّة                         | Арабский(اراپسكي)                |
| أَلْقُرآن                          | Коран(كورأن)                     |

## صوتيات اللغة الروسية
اللغة الروسية تميزها الصوتيات الصامتة والصوتيات الثانوية الحنكية، والأصوات المادية وغير المادية. هذه الصوتيات تعطيها تميزا عثر عليه بين زوج من أغلب الحروف الصامتة وهي واحدة من أكثر مميزات وخصائص اللغة.
ومن أهم مميزات اللغة الحد من حروف العلة المشددة، التي تشبه إلى حد ما تلك التي في الإنجليزية.
النبرة التي لا يمكن التنبؤ بها، ليست مشاراً إليها إملائياً، على الرغم من اللهجة الحادة اختيارياً (знак ударения) «لهجة» ربما أو في بعض الأحيان ينبغي أن تستخدم لتمييز التشديد (مثل التمييز بين الكلمات المتطابقة أو خلاف ذلك للدلالة على النطق السليم للكلمات أو أسماء شائعة).

## وصلات خارجية
- دروس اللغة الروسية للعرب على قناة روسيا اليوم